# Viitorul a început ieri
Viitorul a început ieri: retrospectiva anticipației franceze este o colecție de povestiri științifico-fantastice din 1966 editată de Ion Hobana. A apărut la Editura Tineretului.

## Cuprins
Volumul este format din patru părți: Precursorii: Cyrano de Bergerac; Voltaire; Louis-Sébastien Mercier; Restif de la Bretonne; Secolul al XIX-lea: Lamartine; Victor Hugo; Erckmann-Chatrian; Edmond About; Charles Cros; Albert Robida; Eugène Mouton; Jules Lermina; Villiers de l'Isle-Adam; J. H. Rosny aîné; Guy de Maupassant; Jules Verne; Henri de Graffigny; Capitaine Danrit; Marcel Schwob; Camille Flammarion; André Laurie; Paul d'Ivoi; Tristan Bernard; Secolul al XX-lea: Guillaume Apollinaire; Alfred Jarry; Jean de la Hire; Gustave Le Rouge; Gaston Leroux; Maurice Leblanc; Léon Groc; Maurice Renard; Pierre Mac Orlan; Pierre Benoit; Claude Farrère; André Maurois; Régis Messac; René Barjavel; Francis Carsac; Jacques Sternberg; Gilles-Maurice Dumoulin; Jimmy Guieu; Y. F. J. Long; Gérard Klein; Jean-Louis Curtis; Pierre Gamarra; Jean Paulhac; Michel Demuth și Bibliografie.
- „Aerostatul”, ficțiune scurtă de Louis-Sébastien Mercier
- „Testamentul profesorului Meiser în favoarea colonelului desecat”, ficțiune scurtă de Edmond About
- „Extinderile și înfrumusețările Parisului”, ficțiune scurtă de Albert Robida
- „Afișajul ceresc”, ficțiune scurtă de Villiers de l'Isle-Adam (traducere a - L'affichage céleste, 1873)
- „Xipehuzii”, ficțiune scurtă de J. H. Rosny aîné (traducere a - Les Xipéhuz, 1887)
- „Omul din Marte”, ficțiune scurtă de Guy de Maupassant (traducere a - L'homme de Mars, 1887) [ca Maupassant]
- „În secolul al XXIX-lea. Ziua unui ziarist american în 2889”, ficțiune scurtă de Jules Verne (traducere a - Au XXIXième siècle : La journée d'un journaliste américain en 2889, 1889)
- „Povestirea lui Atlantis”, ficțiune scurtă de A. Laurie [ca André Laurie]
- „Oare ce vor să ne spună?”, ficțiune scurtă de Tristan Bernard (traducere a - Qu'est-ce qu'ils peuvent bien nous dire ?, 1894)
- „Doctorul Cornelius”, ficțiune scurtă de Guillaume Apollinaire
- „Cursa de zece mii de mile”, ficțiune scurtă de Alfred Jarry
- „Casca de opal”, (fragment din La guerre des vampires) ficțiune scurtă de Gustave Le Rouge
- „Insula Morții”, (fragment din La guerre des vampires) ficțiune scurtă de Gustave Le Rouge
- „Ceața din 26 octombrie”, ficțiune scurtă de Maurice Renard (traducere a - Le brouillard du 26 octobre, 1912)
- „Viața oamenilor”, ficțiune scurtă de André Maurois (traducere a - La vie des hommes, 1946)
- „Binecuvântat fie atomu”, ficțiune scurtă de René Barjavel (traducere a - Béni soit l'atome, 1945)
- „Pete de rugină”, ficțiune scurtă de Francis Carsac (traducere a - Taches de rouille, 1954)
- „Pustiul”, ficțiune scurtă de Jacques Sternberg (traducere a - Le désert, 1954)
- „Zboară porumbeii”, ficțiune scurtă de G. Morris (traducere a - Pigeons volent...!, 1955) [ca Gilles-Maurice Dumoulin]
- „Trimisul extraordinar”, ficțiune scurtă de Y. F. J. Long (traducere a - L'envoyé extraordinaire, 1955) [ca Y.-F.-J. Long]
- „Civilizație 2190”, ficțiune scurtă de Gérard Klein (traducere a - Civilisation 2190, 1956)
- „Idei de vânzare”, ficțiune scurtă de Jean-Louis Curtis (traducere a - Idées à vendre, 1956)
- „Pentru o garoafă de aur”, ficțiune scurtă de Pierre Gamarra (traducere a - Pour un œillet d'or, 1957) [ca Pierre Gammara]
- „Muzică înainte de orice”, ficțiune scurtă de Jean Paulhac (traducere a - De la musique avant toute chose, 1957)
- „Ploaia de după-amiază”, ficțiune scurtă de Michel Demuth (traducere a - La pluie de l'après-midi, 1960)